# Semaine de mode de Montréal
 (mars 2021).
Si vous disposez d'ouvrages ou d'articles de référence ou si vous connaissez des sites web de qualité traitant du thème abordé ici, merci de compléter l'article en donnant les références utiles à sa vérifiabilité et en les liant à la section « Notes et références ».
Créée en septembre 2001 par l'organisme Liaison Mode Montréal, alors dirigé par Lynda Brault, la Semaine de mode de Montréal est un événement semestriel qui a pour objectif de regrouper et de concentrer les présentations mode des créateurs et manufacturiers montréalais pour ainsi fournir aux intervenants gravitant autour de l’industrie de la mode, une vitrine exceptionnelle sur la créativité et le talent de nos designers et fabricants d’ici. À partir de 2006, la Semaine de mode de Montréal est organisée par l'organisation montréalaise Sensation Mode, dirigée par Chantal Durivage et Jean-François Daviau.
Comme la grande majorité des semaines de la mode dans le monde, la Semaine de mode de Montréal est présentée deux fois par année (février et septembre). Depuis quelques années, les activités principales de l'événement ont lieu au Marché Bonsecours, à Montréal.
La dernière édition de la Semaine de mode a eu lieu à l'automne 2013.

## Source
- Site officiel